# Góry Wschodnioserbskie

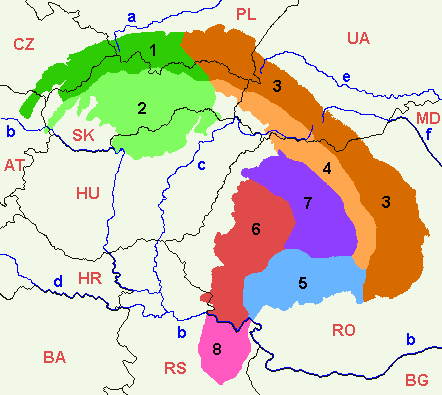
Góry Wschodnioserbskie oznaczone numerem 8

Góry Wschodnioserbskie (t. Rudawy Wschodnioserbskie, Karpaty Serbskie, Karpaty Bałkańskie; serb. Карпатско-балканске планине – Karpatsko-balkanske planine) – góry fałdowe na Półwyspie Bałkańskim w Serbii.
Przynależność i granice Gór Wschodnioserbskich są różnie określane. Zalicza się je w całości lub w części do Karpat, do Starej Płaniny albo uznaje się je za samodzielny fragment łańcucha alpidów w Europie. Według dominujących ostatnio w polskiej geografii poglądów Góry Wschodnioserbskie należą do Bałkanu jako jego samodzielna część i rozciągają się od przełomu Dunaju w Żelaznej Bramie, gdzie graniczą z Karpatami, a doliną Timoku, która dzieli je od Starej Płaniny. Na zachodzie poprzez dolinę Morawy Góry Wschodnioserbskie graniczą z pasmami hercyńskiego Masywu Rodopskiego. Jednak zgodnie z podpisaną i ratyfikowaną przez Serbię Konwencję Karpacką są uważane za część Karpat. Także Serbska Akademia Nauk i Sztuk zalicza je do Karpat.
Największe pasma Gór Wschodnioserbskich to Miroč, Homoljske planine, Deli Jovan, Krš, Beljanica (Sokolica, 1336 m n.p.m.) w części północnej oraz Kučaj, Samanjac, Rtanj (Šiljak – 1565 m n.p.m.), Ozren, Svrljiške planine, Devica, Tupižnica w południowej.
Formy krasowe; lasy bukowe; bogate złoża rud miedzi (Bor, Majdanpek), żelaza i węgla.